# Escrito sobre el viento
Escrito sobre el viento (Written on the Wind) es una película estadounidense dirigida por Douglas Sirk y estrenada en 1956.

## Argumento
Un rico hombre de negocios, Kyle Hadley (Robert Stack), hijo del propietario de una próspera compañía petrolífera, y un amigo suyo de la infancia, Mitch (Rock Hudson), que trabaja junto a él en su empresa, se enamoran de la misma mujer, la secretaria del primero, Lucy Moore (Lauren Bacall). Tras una boda relámpago, vamos conociendo la atracción del protagonista por el alcohol. También conocemos a la hermana del protagonista, Marylee Hadley (Dorothy Malone), enamorada desde niña de su amigo Mitch. 
El nuevo matrimonio parece superar los primeros meses de convivencia, pero el hijo deseado no llega. De pronto, muere el propietario de la compañía petrolífera,al caer accidentalmente por las escaleras de su mansión.
Cuando la esposa de Kyle queda embarazada y esta le cuenta la noticia, el cree que el hijo es de Mitch. En un momento de arrebato, la golpea y, como consecuencia ella pierde a su hijo. Mitch quien se encontraba en la mansión, interviene en la pelea y bajo amenaza corre a Kyle de la casa.
Kyle en completo estado etílico abandona la mansión en su auto, con desesperación trata de hacerse de un arma de fuego, aunque no lo consigue sigue bebiendo de manera copiosa, retorna a la mansión y de manera desesperada trata de buscar el arma de fuego de su padre, la búsqueda ocasiona un alboroto  que irrumpe la tranquilidad de la mansión, Mitch al escuchar el alboroto baja a tranquilizarlo.
Kyle encuentra el arma y confronta a Mitch, interviene su hermana Marylee y forcejea con Kyle, al instante se escapa un tiro del arma de fuego y provoca una herida de muerte en Kyle.
Al tratarse de una muerte confusa las investigaciones y las declaraciones de quienes estuvieron involucrados en el accidente, terminan incriminando a Mitch en la muerte de Kyle, esto deriva en un juicio donde todos los testigos declaran en contra de él, incluso Marylee. Al final ella se arrepiente y cuenta la verdad, absolviendo a Mitch del caso quedando libre de culpa.
Mitch y Lucy abandonan la mansión, mientras Marylee se queda sola en la oficina de su padre, sujetando la torre petrolera en miniatura que alguna vez  su padre sostuvo para la foto que se encuentra colgada en la pared.

## Reparto
- Rock Hudson: Mitch Wayne
- Lauren Bacall: Lucy Moore Hadley
- Robert Stack: Kyle Hadley
- Dorothy Malone: Marylee Hadley
- Robert Keith: Jasper Hadley
- Grant Williams: Biff Miley
- Edward Platt: Dr. Paul Cochrane

## Comentarios
Está basada en una novela que dio tumbos durante varios decenios sin que ninguna productora se decidiera a apostar por ella hasta que la obstinación de Sirk la convirtiera en realidad. Es un imparable remolino de pasiones volcadas con sensibilidad y no sin dureza por el indiscutible gran maestro de este género cinematográfico, Douglas Sirk, un retratista de emociones y conflictos humanos. Agrio título familiar que consigue un idóneo perfilado y definición de los personajes, acertar en el progreso de su interconexión y describir sabiamente las emociones de sus vivencias porque las mismas sean traspasadas al ánimo del espectador.
Capítulo aparte merece la soberbia actuación de todos los actores, maravillosamente dirigidos por Sirk, desde un Rock Hudson, que esquiva con brillantez los peligros del personaje quizás menos creíble del film, y alrededor del cual pivoten todos los otros, la majestuosa interpretación de Lauren Bacall, muy alejada del cliché interpretativo de sus films con Bogart, y con especial mención por la interpretación que del atormentado Kyle Hadley hace un Robert Stack sensacional y para el personaje que interpreta Dorothy Malone, que brilla con luz propia en este film por el cual consiguió un meritorio Oscar a la mejor actriz secundaria.	

## Premios
- Dorothy Malone: Oscar a la mejor actriz secundaria